# Malezja na Zimowych Igrzyskach Olimpijskich 2018
Malezja na Zimowych Igrzyskach Olimpijskich 2018 – występ kadry sportowców reprezentujących Malezję na igrzyskach olimpijskich w Pjongczangu w 2018 roku.
W kadrze znalazło się dwóch zawodników, którzy wystąpili w trzech konkurencjach w dwóch dyscyplinach sportowych – łyżwiarstwie figurowym i narciarstwie alpejskim. 
Funkcję chorążego reprezentacji Malezji podczas ceremonii otwarcia i zamknięcia igrzysk pełnił łyżwiarz figurowy Julian Zhi Jie Yee. Reprezentacja Malezji weszła na stadion jako 18. w kolejności, pomiędzy ekipami z Madagaskaru i Meksyku.
Był to debiut reprezentacji Malezji na zimowych igrzyskach olimpijskich i 14. start olimpijski, wliczając w to letnie występy.

## Skład reprezentacji

### Łyżwiarstwo figurowe
| Konkurencja | Zawodnik           | Taniec krótki | Taniec krótki | Taniec dowolny | Taniec dowolny | Nota łączna | Nota łączna |
| Konkurencja | Zawodnik           | Punkty        | Miejsce       | Punkty         | Miejsce        | Punkty      | Miejsce     |
| ----------- | ------------------ | ------------- | ------------- | -------------- | -------------- | ----------- | ----------- |
| Soliści     | Julian Zhi Jie Yee | 73,58         | 25. nq        | NQ             | NQ             | 73,58       | 25.         |

### Narciarstwo alpejskie
| Konkurencja            | Zawodnik     | Przejazd 1 | Przejazd 1 | Przejazd 2 | Przejazd 2 | Czas łączny | Miejsce |
| Konkurencja            | Zawodnik     | Czas       | Miejsce    | Czas       | Miejsce    | Czas łączny | Miejsce |
| ---------------------- | ------------ | ---------- | ---------- | ---------- | ---------- | ----------- | ------- |
| Slalom mężczyzn        | Jeffrey Webb | DNF        | DNF        | DNS        | DNS        | DNF         | DNF1    |
| Slalom gigant mężczyzn | Jeffrey Webb | 1:23,83    | 78.        | 1:23,84    | 70.        | 2:47,67     | 68.     |